# (2217) Eltigen
(2217) Eltigen es un asteroide perteneciente al cinturón de asteroides, descubierto el 26 de septiembre de 1971 por Tamara Mijáilovna Smirnova desde el Observatorio Astrofísico de Crimea (República de Crimea).

## Designación y nombre
Designado provisionalmente como 1971 SK2. Fue nombrado Eltigen en homenaje a Eltigen, ciudad de la península de Crimea heroica durante la Segunda Guerra Mundial.